# ایشتوان تمان
ایشتوان تُمان (مجاری: István Thomán; تلفظ مجاری: [ˈiʃtva:n ˈtoma:n]؛ ۴ نوامبر ۱۸۶۲ – ۲۲ سپتامبر ۱۹۴۰) یک موسیقی‌دان، مدرس برجستهٔ موسیقی و نوازنده پیانو اهل مجارستان بود.
او معلم برجسته‌ای در زمینهٔ آموزش پیانو بود و از شاگردان او می‌توان به بلا بارتوک، ارنو دونانی و جرج تسیفرا اشاره کرد.
کتاب ۶ جلدی او با عنوانِ «تکنیک‌های نوازندگی پیانو» امروزه نیز مورد استفاده است.